# 山泉和子
山泉和子（日语：／ Yamaizumi Kazuko，1935年1月17日—2024年8月27日），现姓伊藤，日本女子乒乓球运动员。她曾获得5枚世界乒乓球锦标赛金牌和1枚铜牌。此外她还在亚洲运动会上获得3枚金牌、4枚银牌和1枚铜牌。